# Corazziere (1939)
«Кораццьєре» (італ. Corazziere) — військовий корабель, ескадрений міноносець 1-ї серії типу «Сольдаті» Королівських ВМС Італії за часів Другої світової війни.
«Кораццьєре» був закладений 7 жовтня 1937 року на верфі компанії Odero-Terni-Orlando в Ліворно. 22 травня 1938 року есмінець спустили на воду, а 4 березня 1939 року він увійшов до складу Королівських ВМС Італії.
Есмінець брав активну участь у битвах Другої світової війни на Середземноморському театрі дій, бився в боях біля Калабрії, мису Матапан, у битві першій битві в затоці Сидра, супроводжував італійські та переслідував ворожі конвої транспортних суден.
9 вересня 1943 року затоплений екіпажем у Генуї через загрозу захоплення німцями. Згодом піднятий та відновлений, але до строю не встиг бути введеним, 4 вересня 1944 року затоплений унаслідок авіанальоту союзної авіації.